# Palais Ioussoupov de la rue Sadovaïa
Pour les articles homonymes, voir Palais Ioussoupov de Koreïz, Palais Ioussoupov de la perspective Liteïny, Palais Ioussoupov de la Moïka et Palais Ioussoupov de la perspective Nevski.
Le palais Ioussoupov de la rue Sadovaïa (en russe : Дворец Юсуповых), rue Sadovaïa, 50-а et à la Fontanka, 115 à Saint-Pétersbourg est un ancien palais de la famille Ioussoupov. Depuis le 1er novembre 1810, c'est le bâtiment de l'Université d'État des voies de communication.

## Histoire
La propriété du prince Boris Grigorievitch Ioussoupov sur la rivière Fontanka était au XVIIIe siècle l'une des plus riches de la ville. Dans le domaine existait un magnifique palais de style baroque russe, dont le plan était à l'image des espaces de la lettre H. Bâti sur de hauts soubassements, le palais se présentait comme un volume central à deux niveaux auquel étaient adjointes des ailes à un seul niveau reliées au corpus central. La propriété était séparée de la rivière par un treillage. Sur les côtés de l'allée centrale menant du palais à la rue Sadovaïa se trouvait un grand bosquet, au centre duquel des étangs formaient différentes figures et étaient reliés entre eux par un canal. Un pont traversait le canal par au centre du complexe. Des chemins reliaient les étangs aux bosquets. Le parc ne s'étendait pas jusqu'à la rue Sadovaïa et une allée passait entre les bâtiments de petites propriétés appartenant à d'autres propriétaires. À la Fontanka devant une orangerie en forme de G étaient plantés de petits parterres. La seule image connue de cette époque est un plan axonométrique de Saint-Hilaire. 

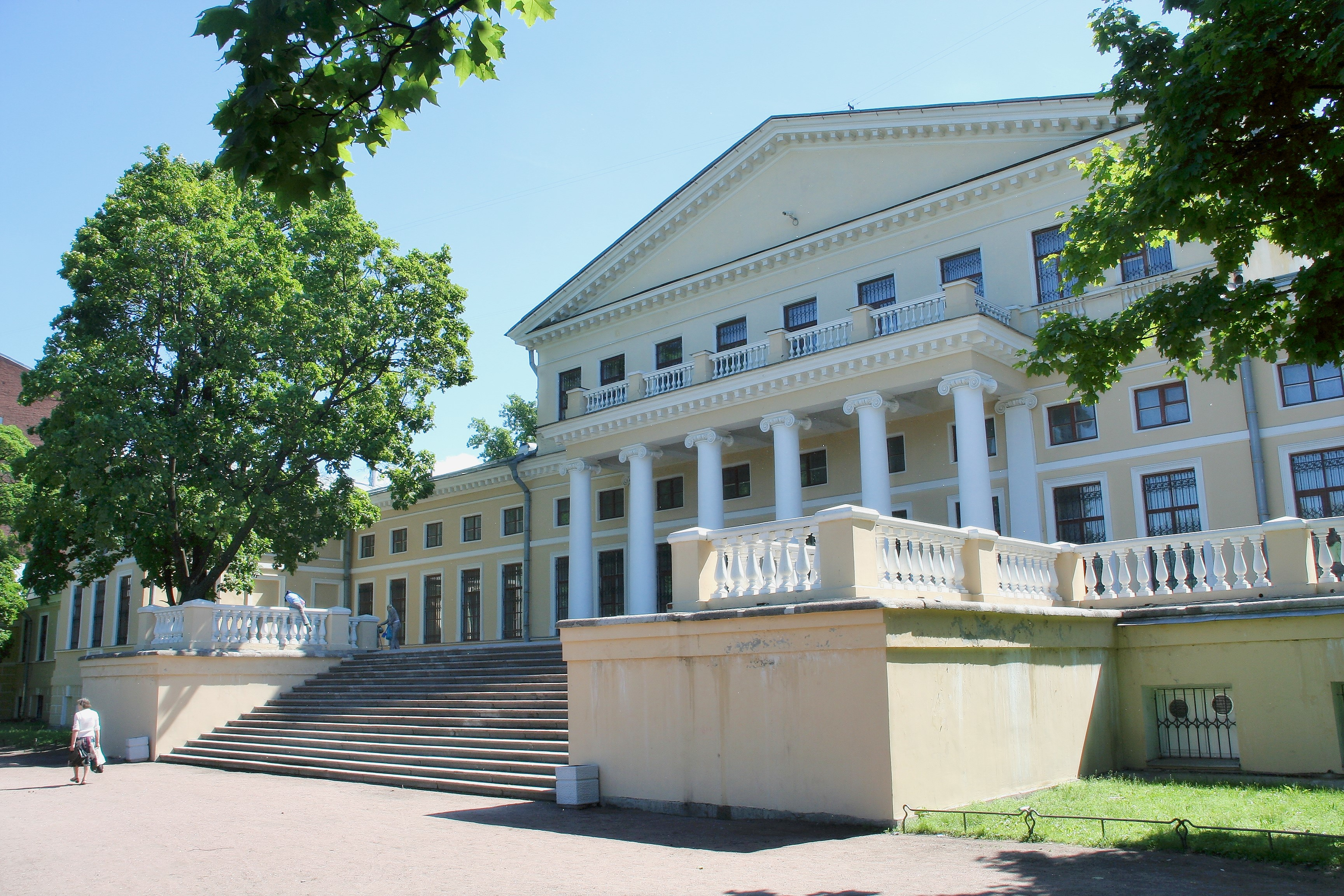
Façade arrière du palais

Dans le cadre de l'installation d'un quai en front de mer et d'une amélioration des berges de la Fontanka, le palais est reconstruit dans les années 1790 pour le prince et mécène Nikolaï Borissovitch Ioussoupov par l'architecte Giacomo Quarenghi. Celui-ci a conservé les volumes du premier palais (avec le centre plus élevé que les ailes), mais a complètement modifié la décoration des façades et des intérieurs pour les remettre à l'esprit du temps, c'est-à-dire selon les canons du classicisme. Du côté de la rivière, l'architecte a installé une cour d'apparat fermée par le remblai du côté du quai. À la place des deux ailes, il édifie, au centre de la façade, un vestibule ouvert précédé d'une rampe d'accès. Entre ce vestibule et les loggias situées de chaque côté, quatre colonnes toscanes décorent deux galeries qui relient les différents éléments. La façade des jardins opposée est décorée d'un portique de six colonnes sur la terrasse au niveau du rez-de-chaussée, auquel mène un large escalier. Le parc a été transformé en jardin à l'anglaise, et les contours des étangs ont été redessinés, une île a été ajoutée.
Dans les années 1836-1840, une grille a été ajoutée pour protéger les bâtiments et le jardin du côté de la rue Sadovaïa.